# Lyset over Skagen
Lyset over Skagen er en dansk musical komponeret af Kim Sørensen, som også står bag forestillinger som "Demokraten", "Egtvedpigen", "Julius", "Peter Sabroe – man skulle dø på en sommerdag" og "Den Blå Karrusel", og forfattet af Thomas Høg, som tidligere blandt andet har lavet forestillingerne "Atlantis", "Demokraten", "Egtvedpigen", "Julius" og "Den Blå Karrusel".
Lyset over Skagen handler om skagensmalerne, P.S. Krøyer (Caspar Phillipson) og hans ven – og konkurrent – Michael Ancher (Jesper Lundgaard), samt deres respektive hustruer, Marie Krøyer (Maria Lucia Heiberg Rosenberg) og Anna Ancher (Nicoline Møller) og de to pars meget forskellige ægteskaber. Ægteparret Ancher har et stærkt ægteskab og et givende arbejdsfællesskab. mens ægteparret Krøyer glider mere og mere fra hinanden. Ikke mindst fordi P.S. Krøyer er psykisk syg og Marie Krøyer møder den svenske komponist Hugo Alfvén (Martin Loft), som hun forelsker sig i. 

## Castalbum
I forbindelse med forestillingen udgav produktionen i 2007 en cd med sangene fra musicalen.

### Sange
1. Ouverture
2. Lyset over Skagen
3. Fest på Skagen
4. Jeg maler som jeg maler
5. Lysets Land
6. Frk. Triepcke
7. Jeg må eje denne kvinde
8. Bella Sicilia
9. En nat så fortryllende skøn
10. Jeg har drømt
11. Hip hip hurra
12. Havsnød
13. Have der mødes
14. En ven et sted
15. Den blå karrusel
16. Den sommerlyse nat

### Medvirkende
Caspar Phillipson, Maria Lucia, Jesper Lundgaard, Nicoline Møller, Folmer Rubæk, Martin Loft, Anders Teigen, Sara Gadborg, Søren Bech-Madsen, Mette Skovmark, Mette Ladekarl, Linamaria Bengtsson, Peter Borg, Jonas Holst, Thomas Høj, Bent Vestergaard, Pia Voxtorp, Line Østergaard Jeppesen